# ارز مجازی
ارز مجازی (به انگلیسی: Virtual Currency) به گونه‌ای از واسط‌های مبادله گفته می‌شود که مانند ارز عمل می‌کنند اما توسط برنامه‌های رایانه‌ای خلق و کنترل می‌شوند. بعضی از پول‌های مجازی قابل تبدیل به پول‌های دستوری کشورها هستند و بعضی دیگر تنها در یک جامعه مجازی جریان دارند. ارزهای مجازی قابل تبدیل متقابل از/به پول دستوری کشورها از سوی کشورها مقررات گذاری شده‌است. تا پیش از ظهور بیت‌کوین ارزهای مجازی معمولاً توسط یک نهاد مرکزی کنترل می‌شدند. اما با ظهور بیت‌کوین ارزهای مجازیی به وجود آمدند که اداره‌کننده مرکزی نداشتند و از رمزنگاری برای کنترل واحدهای جدید خود استفاده می‌کردند. پدیده‌هایی مانند بیت‌کوین با استفاده از واژه‌های مختلفی همچون رمزارز و ارز دیجیتال مفهوم سازی می‌شوند اما از نقطه نظر ترمینولوژی حقوقی ارز مجازی عبارت رایج برای سیاست‌گذاری اینگونه پدیده‌هاست. در سال ۲۰۱۲ ارز مجازی توسط بانک مرکزی اروپا به عنوان ارز بدون تبعیت از قانون‌گذاری و ارز دیجیتالی معمولاً کنترل‌شده توسط تولیدکنندگان و پذیرفته شده در میان اعضای یک جامعهٔ مجازی خاص تعریف شده‌است.

## دسته‌بندی پول‌ھای مجازی از نظر جریان پولی

### پول‌های مجازی بسته
وقتی پول‌ھای مجازی ھیچ ارتباطی با اقتصاد حقیقی نداشته باشند، «پول بسته» یا «پول تخیلی» نامیده می‌شوند. برای نمونه، پول‌ھای بازی‌ھای نقش‌آفرینی آنلاین چندنفره‌ی عظیم مثل World of Warcraft (WoW) از این نوع ھستند. در حالی که ممکن است یک بازار خاکستری برای مبادله‌ی چنین پول‌ھا یا دیگر دارایی‌ھای مجازی در ازای دارایی‌ھای دنیای حقیقی وجود داشته باشد، این کار معمولاً در شرایط و مقررات خدمت‌رسانی آن بازی ممنوع شده است. 

### پول‌ھای مجازی با جریان پولی سرازیر در یک جھت
این نوع پول که واحدهایش ممکن است در قالب کوپن (چاپ‌شده)، تمبر یا امتیازهای جایزه در گردش باشد، مدت زیادی که به شکل برنامه‌های انگیزشی یا برنامه‌های وفاداری مشتری شناخته شده است. یک کوپن وقتی در ازای یک دارایی یا خدمت مطلوب بازخرید می‌شود (در نتیجه در یک جهت جریان می‌یابد)، ارزش اسمی‌اش را از دست می‌دهد. این کوپن ممکن است تنها برای مدت محدودی و منوط به مجموعه محدودیت‌هایی که عرضه‌کننده اعمال کرده است معتبر باشد. کوپن‌ها برای صد سال بدون تغییر مانده بودند، تا این که فناوری جدید کارت اعتباری را در سال ۱۹۸۰ رواج داد، و جوایز کارت‌های اعتباری (برنامه‌ی پاداش نقدی) ابداع شد. این تجسم اخیر باعث افزایش تجارت اینترنتی، خدمات آنلاین، گسترش جوامع و بازی‌های آنلاین شد. در این‌جا پول‌های مجازی یا بازی‌ها می‌توانند خریده شوند، اما نمی‌توانند با پول واقعی مبادله شوند. پول مجازی با کوپن یکسان است. مثال‌هایش برنامه‌ی پُر پرواز که خطوط هوایی مختلفی آن را ارائه کرده‌اند، امتیازهای مایکروسافت، امتیازهای Nintendo، اعتبارهای فیس‌بوک و سکه‌ی آمازون.

### پول‌ھای مجازی قابل تبدیل
پول مجازی‌ای که بتوان با آن خرید و فروش کرد یک پول قابل تبدیل نام دارد. یک پول مجازی می‌تواند نامتمرکز باشد، مثل رمزپول بیت‌کوین. مبادله یا حتی نگه داشتن پول مجازی قابل تبدیل ممکن است در برخی حوزه‌های قضایی و برای بعضی ملیت‌های به خصوص در زمان‌های به خصوصی غیرقانونی باشد و مباله‌کننده یا دریافت‌کننده یا تسهیل‌کننده مورد پیگرد قانونی قرار بگیرد.

## متمرکز در مقابل نامتمرکز
شبکه‌ی مقابله با جرایم مالی ایالات متحده‌ی آمریکا در سال ۲۰۱۳ پول‌های مجازی متمرکز را به عنوان پول‌های مجازی که «مخزن متمرکز» دارند، مثل آن‌چه که بانک مرکزی دارد، و دارای «مدیریت متمرکز» هستند، تعریف کرد.
وزارت خزانه‌داری ایالات متحده‌ی آمریکا پول نامتمرکز را به عنوان یک «پولی که مخزن متمرکز و هیچ مدیریت واحدی ندارد، و افراد می‌توانند با تلاش محاسباتی و تولیدی خودشان آن را به دست بیاورند» تعریف کرد. این نوع پول به جای اتکا به یک قدرت مرکزی، به یک سیستم توزیع‌شده‌ از اعتماد وابسته است. 

## تنظیم مقررات
پول مجازی چالش‌هایی به بانک‌های مرکزی، تنظیم‌کنندگان مالی، دپارتمان‌ها یا وزارت‌خانه‌های مالی، و همچنین مقامات مالیاتی و مقامات آماری تحمیل می‌کند. Gareth Murphy از بانک مرکزی ایرلند چالش‌های تنظیم مقررات مربوط به پول‌های مجازی را در ارتباط با موارد زیر عنوان می‌کند:
- آمار اقتصادی
- سیاست پولی و نرخ مبادله
- نشت مالیاتی
- سیستم‌های پرداخت و زیرساخت حل و فصل معامله
- حمایت از مصرف‌کننده
- ضد پول‌شویی
- تأثیر تنظیم مقررات مالی بر تأمین‌کنندگان خدمات مالی

### ایالات متحده‌ی آمریکا

#### دستورالعمل کمیسیون معاملات آتی کالا ایالات متحده
کمیسیون معاملات آتی ایالات متحده‌ی آمریکا در سال ۲۰۱۵ تبیین کرده است که پول‌های مجازی به درستی کالا تعریف می‌شوند. CFTC به سرمایه‌گذاران راجع به طرح‌های بالا ببر و بفروش که از پول‌های مجازی استفاده می‌کنند، هشدار داد.

#### دستورالعمل خدمات درآمد داخلی ایالات متحده
اطلاعیه‌ی ۲۰۱۴-۲۱ خدمات درآمد داخلی ایالات متحده هر پول مجازی، رمزپول و پول دیجیتال را به عنوان دارایی تعریف می‌کند؛ سودها و ضررها ذیل استاندارد سیاست‌های دارایی قابل مالیات‌گذاری هستند.

#### دستورالعمل خزانه‌داری ایالات متحده
در مارس ۲۰۱۳، شبکه‌ی مقابله با جرایم مالی دستورالعملی ارائه کرد تا مشخص کند چگونه آیین اسرار بانکی ایالات متحده در مورد افرادی که پول‌های مجازی را ایجاد، مبادله و منتقل می‌کنند عمل خواهد کرد.

#### دستورالعمل کمیسیون بورس و اوراق بهادار ایالات متحده
در می ۲۰۱۴ کمیسیون بورس و اوراق بهادار ایالات متحده راجع به خطرات بیت‌کوین و دیگر پول‌های مجازی هشدار داد.

#### تنظیم مقررات ایالت نیویورک
در ژوئیه ۲۰۱۴، اداره خدمات مالی ایالت نیویورک جامع‌ترین مقررات تنظیم‌گری برای پول‌های مجازی را پیشنهاد کرد که تا امروز عموماً به اسم BitLicencse به آن اشاره می‌شود. 

### اتحادیه‌ی اروپا

#### دستورالعمل بانک مرکزی اروپا
در فوریه‌ی ۲۰۱۵ بانک مرکزی اروپا اعلام کرد «طرح‌های پول مجازی، مثل بیت‌کوین، نه تنها شکل‌های کامل پول که معمولاً در ادبیات اقتصادی تعریف می‌شوند نیستند، بلکه پول‌های مجازی از دیدگاه حقوقی هم پول یا ارز نیستند. با این حال، پول مجازی می‌تواند جانشینی برای اسکناس‌ها و سکه‌ها، پول غیررسمی و پول الکترونیکی در موقعیت‌های پرداختی به خصوصی باشد.» در گزارشی در سال ۲۰۱۹ بانک مرکزی اروپا نگرانی‌هایی در ارتباط با «دارایی‌های رمزنگاری‌شده که فرصتی برای شرکت‌کنندگان ناشناس در همه‌ی انواع فعالیت‌های غیرقانونی تأمین می‌کنند» ابراز کرد.

#### طبقه‌بندی حقوقی در اتحادیه‌ی اروپا
در اتحادیه‌ی اروپا، یک تعریف حقوقی از رمزپول در پنجمین بخشنامه‌ی ضد پولشویی معرفی شد: «نمایش دیجیتالی از ارزش که می‌تواند به صورت دیجیتالی منتقل، ذخیره‌سازی یا معامله شود، و به عنوان وسیله‌ای برای مبادله پذیرفته شده است». همچنین به این معنی است که در داخل اتحادیه‌ی اروپا، رمزپول‌ها و مبادلات رمزپول با توجه به بخشنامه‌های ضد پولشویی اتحادیه‌ی اروپا، «نهادهای مکلف»ی تلقی می‌شوند، و با همان مقررات CFT/AML مواجه هستند. در ژوئیه ۲۰۲۱، کمیسیون اروپا پیشنهاد داده است که بخشنامه‌ی قبلی در سال ۲۰۱۵با تجدیدنظرهایی از بخشنامه‌ی ششم ضد پولشویی جایگزین شود.
پول‌های دیجیتال به این صورت تعریف می‌شوند: «نمایش دیجیتالی از ارزش که توسط یک بانک مرکزی یا یک نهاد دارای صلاحیت عمومی عرضه یا تضمین نشده است، لزوماً به یک ارز قانونی و رسمی متصل نیست و وضعیت قانونی یک ارز یا پول را دارا نیست، اما توسط افراد حقیقی و حقوقی به عنوان وسیله‌ای برای مبادله پذیرفته شده است که می‌تواند به صورت الکترونیکی منتقل، ذخیره‌سازی و معامله شود».
این مطلب که قانون‌گذاران اتحادیه‌ی اروپا بیت‌کوین را به عنوان کهن‌الگوی مثالی از پول‌های مجازی می‌دانند و این که بیت‌کوین همه‌ی عناصر تعریف حقوقی را تأمین می‌کند، می‌تواند به عنوان نقطه‌ی اتصالی برای تفسیر به کار گرفته شود. اساساً این تعریف شامل شش عنصر است:
1. پول‌های مجازی نمایش‌های دیجیتالی از ارزش هستند. بنابراین، دارایی‌های دیجیتال باید ارزش مشخصی در تراکنش‌های تجاری داشته باشند تا تحت قانون اتحادیه‌ی اروپا، پول‌های مجازی محسوب شوند.
2. پول‌های مجازی توسط یک بانک مرکزی یا یک نهاد دارای صلاحیت عمومی عرضه یا تضمین نشده‌اند. عرضه شدن اولین تعیین سطح یک دارایی دیجیتال در بازار است. تضمین کردن، فرض تعهدات شخص ثالث یا خود است. اگر دارایی‌های دیجیتالی توسط یک بانک مرکزی یا ارگان عمومی عرضه یا تضمین شده است، آن‌ها پول‌های مجازی نیستند.
3. پول‌های مجازی می‌توانند به یک ارز قانونی پیوست شوند. پیوست شدن یک سازوکار قانونی یا اقتصادی است که ارزش دارایی دیجیتال را به یک ارز قانونی پیوند بدهد.
4. پول‌های مجازی، وضعیت قانونی یک ارز یا پول را ندارند. این به وضعیت یک دارایی دیجیتال در اتحادیه‌ی اروپا یا یک ایالت عضو وابسته است.
5. افراد حقیقی و حقوقی پول‌های مجازی را به عنوان وسیله‌ای برای مبادله پذیرفته‌اند. این عنصر اصلی تعریف حقوقی است: اصطلاح «وسیله‌ی مبادله» با عبارت‌های منفی بهتر فهمیده می‌شود و بیان می‌کند که دارایی دیجیتال نه پول الکترونیکی است، چنان که بخشنامه‌ی پول الکترونیکی اتحادیه‌ی اروپا تعریف کرده است، نه یک خدمت پرداخت یا ابزار پرداخت است، چنان که بخشنامه‌ی دوم خدمات پرداخت اتحادیه‌ی اروپا تعریف کرده است، نه هیچ یک از وسایل پرداخت است، چنان که بخشنامه‌ی چهارم نیازمندی‌های سرمایه اتحادیه‌ی اروپا تعریف کرده است. مفهوم پذیرفتن یک حداقل مشخصی از تقاضای حقیقی برای دارایی دیجیتال در بازار را برای پول مجازی محسوب شدن آن لازم می‌کند.
6. پول‌های مجازی می‌توانند به صورت الکترونیکی منتقل، ذخیره‌سازی و معامله شوند. فقط دارایی‌های دیجیتالی که می‌توانند به صورت الکترونیکی به یک شخص منتقل شوند (انتقال)، در حالی که صاحب آن هم اختیار جلوگیری از انتقال بدون دخالت خودش را داشته باشد (ذخیره‌سازی)، این مفهوم را تأمین می‌کنند.

نویسندگان تعریف حقوقی تحت قانون اتحادیه‌ی اروپا در ابتدا فناوری بلاک‌چین و بیت‌کوین را به عنوان شکل کهن‌الگو مدنظر داشتند. بر خلاف این پیشینه، قابل توجه است که این تعریف شامل هیچ عنصری که برای استفاده از یک فناوری خاص طراحی شده باشد، نیست. در مقابل، تعریف حقوقی به طرز چشم‌گیری نسبت به فناوری خنثی است.

### ایران
استفاده از رمزارزها صرفاً با قبول مسئولیت خطرپذیری (ریسک) از سوی متعاملین صورت می‌گیرد و مشمول حمایت و ضمانت دولت و نظام بانکی نبوده و استفاده از آن در مبادلات داخل کشور مجاز نیست. استخراج فرآورده‌های پردازشی رمزنگاری‌شده رمزارزها (ماینینگ) با اخذ مجوز از وزارت صنعت، معدن و تجارت مجاز است. ایرانی‌ها سال ۲۰۲۰ در صرافی نوبیتکس، بیش از 154میلیون مرتبه اقدام به خرید و فروش ارزهای دیجیتال کرده‌اند. 